# Boast
Pour les articles homonymes, voir Boast.
Boast est une ancienne commune française du département des Pyrénées-Atlantiques. En 1843, la commune fusionne avec Coslédaà-Lube pour former la nouvelle commune de Coslédaà-Lube-Boast.

## Géographie
Le village, appartenant au Vic-Bilh, au nord-est du département et de Pau, se situe sur un plateau creusé par les vallées du Laas et du Lasset.

## Toponymie
Le toponyme Boast apparaît sous les formes
Booast (1385, censier de Béarn) et 
Boaast (1548, réformation de Béarn).

## Histoire
En 1385, Boast comptait dix "ostaus" ('maisons' en béarnais ou feux).
Au XVIe siècle, la seigneurie de Boast dépendent de celle de Sévignacq. Elle sera vendue en 1641 aux Lendresse et érigée en baronnies en 1643.
La seigneurie de Boast restera aux Lendresse jusqu'à la Révolution.

## Démographie
| 1793 | 1800 | 1806 | 1821 | 1831 | 1836 |
| ---- | ---- | ---- | ---- | ---- | ---- |
| 219  | 203  | 214  | 214  | 280  | 292  |

## Culture locale et patrimoine

### Patrimoine civil
Le château de Lendresse est porté sur la carte de Cassini au XVIIe siècle.
Une croix de chemin datant du XIXe siècle est inscrite à l'Inventaire général du patrimoine culturel.

### Patrimoine religieux
L'église de l'Assomption-de la-Bienheureuse-Vierge-Marie fut remaniée aux XVIe et XIXe siècles sur des vestiges datant du XIIe siècle. Elle recèle du mobilier inscrit à l'inventaire général du patrimoine culturel.

## Pour approfondir